# Рейд на Дирфилд
Рейд на Дирфилд (англ. Raid on Deerfield) — нападение отряда французских солдат, ополченцев и союзных им индейцев под командованием Жана-Батиста Эртеля де Рувиля на английское поселение Дирфилд, произошедшее 29 февраля 1704 года во время Войны королевы Анны.
Нападавшие сожгли часть города и убили 47 англичан. 112 колонистов были взяты в плен и доставлены в Канаду. Часть англичан погибла во время пути; около 60 человек были выкуплены родственниками или колониальными властями и вернулись домой; а остальные — усыновлены мохоками в Канаваке и постепенно ассимилированы.